# Steffen Lehmann (Architekt)

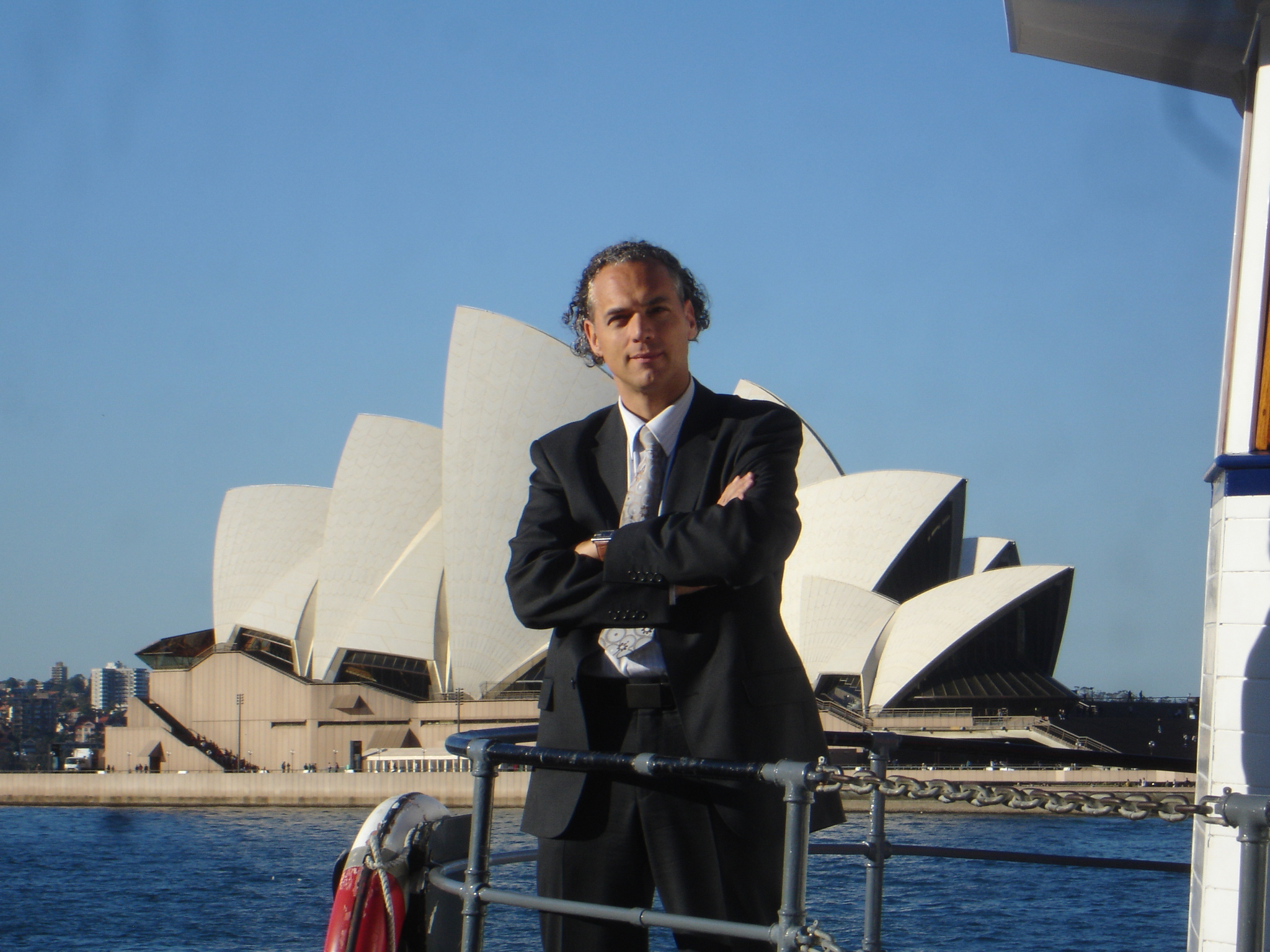
Steffen Lehmann

Steffen Lehmann (* 1963 in Stuttgart) ist ein deutscher Architekt und Hochschullehrer, der seit 2010 dem Forschungszentrums Research Centre for Sustainable Design and Behaviour (sd+b) an der University of South Australia vorsteht.

## Leben
1990 erhielt Lehmann einen Abschluss AA Diplom an der Architectural Association School of Architecture in London. Es folgten Mitarbeiten bei James Stirling in London und Arata Isozaki in Tokio. Ab 1993 war er als Freier Architekt (BDA) in Berlin tätig und gründete das s_Lab Space Laboratory for Architectural Research and Design (Berlin–Sydney). 2002 promovierte er zum Dr.-Ing. an der TU Berlin. Im Dezember 2002 erfolgte die Berufung zum Professor für nachhaltige Architektur und Städtebau an der University of Newcastle (Australien). Seit 2006 ist er Herausgeber des Journal of Green Building, das in den USA erscheint. Im August 2008 bekam er eine zusätzliche Berufung zum UNESCO Chair in Sustainable Urban Development for Asia and the Pacific (UNESCO-Lehrstuhl für nachhaltige Stadtentwicklung im Asien-Pazifik-Raum).
Seit 2010 ist Lehmann Direktor des Forschungszentrums Research Centre for Sustainable Design and Behaviour (sd+b) an der University of South Australia.

## Schriften
- Steffen Lehmann: Works. Catalogue Aedes Gallery. Aedes, Berlin 1995.
- Steffen Lehmann: BreitexHöhexTiefe. Junius, Hamburg 1996 (Edition M. Moenninger).
- Der Turm zu Babel. Jovis, Berlin 1999.
- Rethinking: space, time, architecture. Jovis, Berlin 2002.
- Der Weg Brasiliens in die Moderne. LIT, Münster 2003.
- Absolutely Public. Crossover Art + Architecture. Images Publishing, Melbourne 2005.
- Flow. Projects Review. Infinite Press, Sydney 2006.
- Back to the city. Cantz, Stuttgart 2009.
- The Principles of Green Urbanism. Earthscan Publishing, London 2010.
- (Hrsg.): Sustainable Architecture and Urban Development. Proceedings. 4 Bände. CSAAR-Press, Amman 2010.